# Oecleus pellucens
Oecleus pellucens är en insektsart som beskrevs av Fowler 1904. Oecleus pellucens ingår i släktet Oecleus och familjen kilstritar. Inga underarter finns listade i Catalogue of Life.